# Enceinte de Tournai
 (octobre 2013).
L'enceinte de Tournai est un ancien ensemble de fortifications qui protégeait la ville de Tournai entre le Moyen Âge et le XXe siècle. Situé au nœud de voies romaines le bourg de Tournai connaît dès le Ier siècle un rapide essor économique. Cette prospérité attirant les convoitises de peuples et armées étrangères la ville s'est entourée d'une enceinte fortifiée. Des vestiges sont encore visibles.

## Enceinte romaine
À l'époque gallo-romaine existait une enceinte, dont un tronçon long d'une cinquantaine de mètres ainsi que la base de deux tours ont été retrouvés dans le quartier de la Loucherie lors de fouilles menées en 1955. Elle daterait du Bas-Empire (fin du IIIe siècle - début du IVe siècle) et  aurait été construite après les raids barbares du IIIe siècle. Compte tenu de l'emplacement des nécropoles romaines, normalement situées hors des agglomérations et de l'hypothèse qu'elle englobait le groupe épiscopal, elle aurait délimité un castrum de 9 à 18 ha. Il s'agirait de l'enceinte dont parle Grégoire de Tours, qui raconte  qu'en 575, Chilpéric Ier «s'enferma dans les murs de Tournai avec sa femme et son fils».

## Enceinte épiscopale (début duXesiècle)
En 881 commencent les invasions des Normands qui incendient Tournai, ce qui endommage sérieusement sa citadelle. Dès lors, Tournai ne peut plus se défendre efficacement.
Dix-sept ans plus tard, nouveau danger : les comtes de Flandre gagnent du terrain sur les périphéries des villes avoisinantes du côté de la rive droite. Ils arrivent également à construire un château sur un îlot de l’Escaut : l’île Saint-Pancrace. Pour faire face à cette menace, le roi de France Charles le Simple ordonne de reconstruire les anciens remparts romains sur l'île Saint-Pancrace. Les travaux débutent vers 910-911 lorsque la population revient de Noyon où elle s'était réfugiée à la suite de l'invasion normande.
À partir de 912, les antiques remparts romains sont restaurés et rehaussés. Cette enceinte protège un premier quartier, celui de la citadelle englobant la cathédrale Notre-Dame de Tournai et les bâtiments épiscopaux. Le second, le quartier Saint-Pierre, est animé par toute l’activité commerçante liée au débarcadère installé sur l’Escaut.

## Première enceinte communale (1188-1202)
Au XIIe siècle, Tournai est devenue une ville prospère, sa population connaît donc un grand accroissement. La construction d’une première enceinte communale est envisagée. Celle-ci va être érigée durant la seconde moitié du XIIe siècle sur la rive gauche de l’Escaut et par la suite sur la rive droite au début du XIIIe siècle. Des améliorations et des restaurations lui seront régulièrement apportées.
Nous avons une bonne connaissance du tracé de la première enceinte. Avec ses 2,72 km de circonférence, elle permet de protéger un territoire de 47 ha.
En ce qui concerne la rive gauche, le tracé reprend en partie celui de l’enceinte épiscopale mais englobe par ailleurs les nouveaux quartiers du Marché, de Saint-Piat et de Saint-Brice. Néanmoins, son parcours du côté de la rive droite est dicté par des contraintes politiques. En effet, Le quartier de Bruille fait partie du territoire flamand tandis que celui des Chauffours est situé dans le comté de Hainaut.
Cette première fortification comprend 12 portes. Certaines de celles-ci, restaurées ou construites au XIIIe siècle, sont dotées de deux tours.
D’après une technique qui date du XIIe siècle, des courtines sont érigées sur arcades du côté de la rive droite. Le plan des tours les plus anciennes est quadrangulaire, les angles morts ne sont donc pas réduits à leur maximum et des moellons irréguliers font partie de la construction. Différentes tours se manifestent selon un plan circulaire et certaines corrections sont amenées en termes de flanquement (se dit d'un tir sensiblement parallèle à la ligne des fortifications et un ouvrage est dit "flanqué par" lorsque les ouvrages voisins permettent de le protéger de ce type de tir). Ces tours sont bâties de façons régulières avec, contrairement aux tours en plan quadrangulaire, des moellons taillés parfaitement.

## Seconde enceinte communale

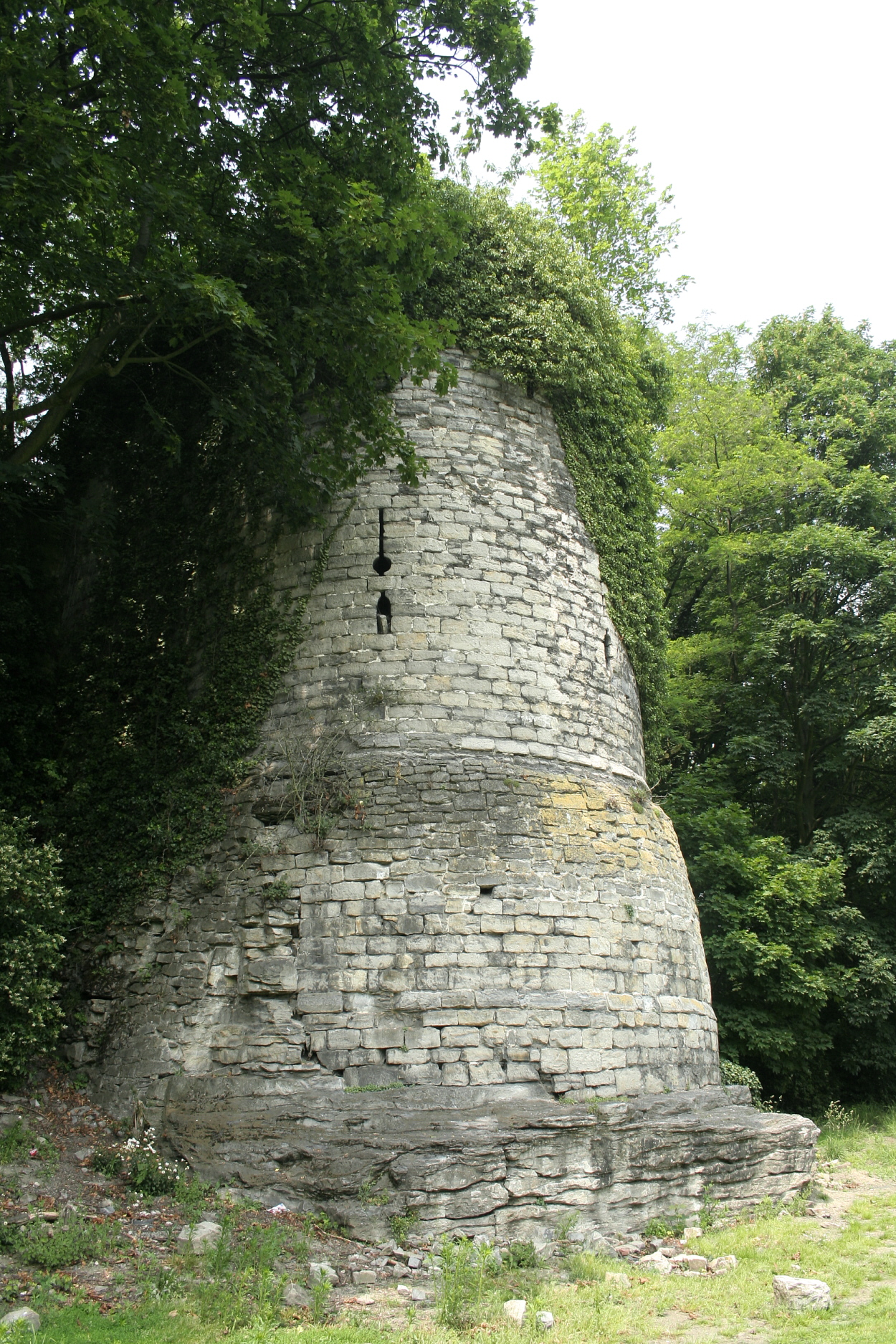
La tour Marvis

C'est au cours du XIIIe siècle qu'une seconde enceinte, appelée habituellement la première enceinte communale, est construite. Celle-ci recouvre le même territoire en englobant toutefois trois excroissances: le quartier ayant pour centre la Grand-Place à l'ouest; le quartier Saint-Piat au sud; et un troisième quartier sur la rive droite de l'Escaut, entourant l'église Saint-Brice. Des traces de tours et de murs sont toujours apparentes à la place Reine-Astrid; dans la rue Saint-Georges mais aussi dans les jardins du séminaire épiscopal.
En flânant aujourd'hui le long les boulevards, on peut suivre le tracé de la seconde enceinte communale qui a comme vestiges notamment les tours Marvis et Saint-Jean mais aussi le pont des Trous. La tour Saint-Jean fut construite à la fin du XIIIe siècle, au moment où Tournai connaissait un essor économique.

## «Château» d'Henri VIII

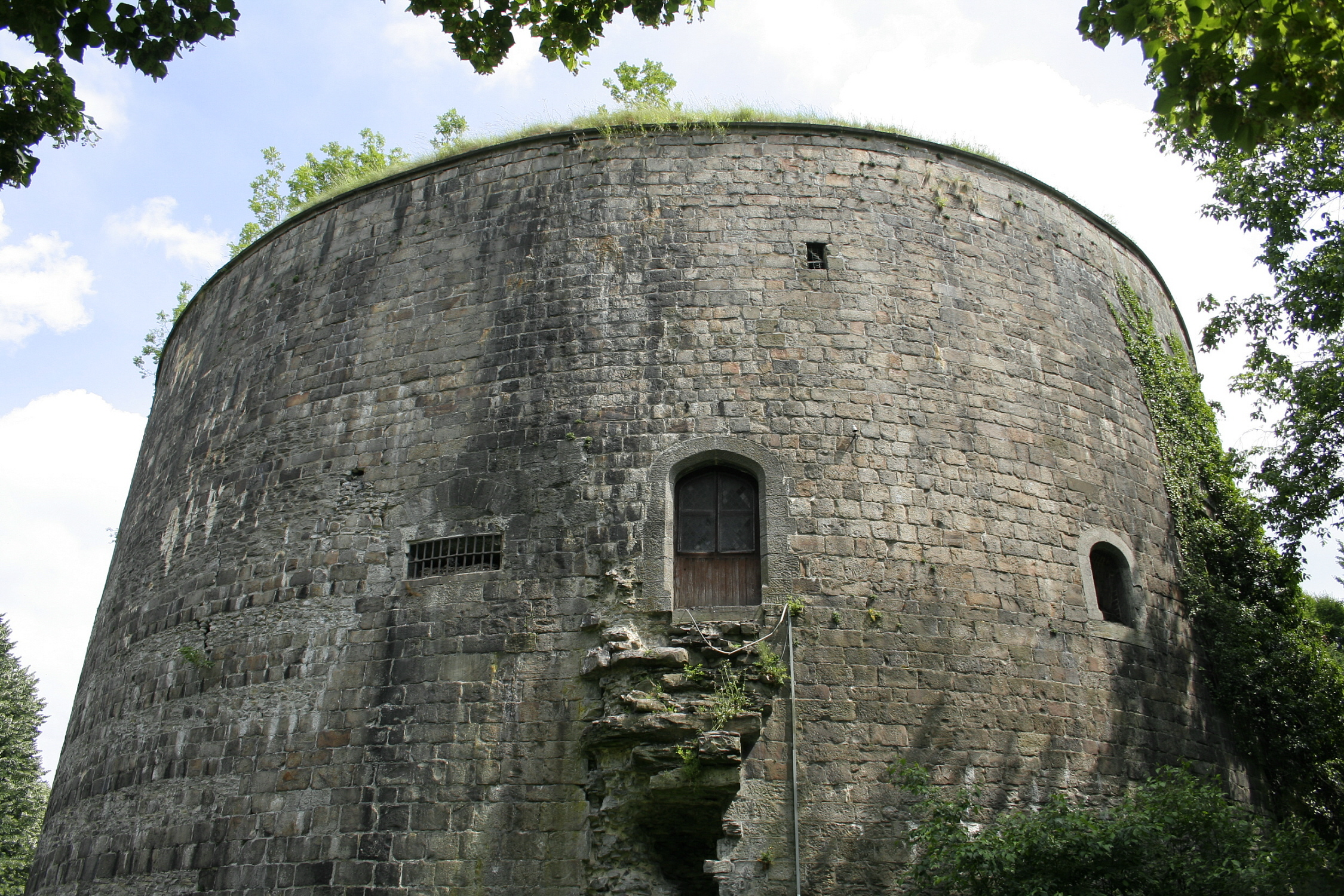
Tour Henri VIII

En 1513, le roi d'Angleterre Henri VIII prit possession de Tournai. En 1515, le gouverneur anglais décida de faire construire un «château», c'est-à-dire une citadelle sur la rive droite de l'Escaut. La partie nord de la ville fut séparée du reste de l'enceinte par un fossé et une muraille qui passaient par la rue Joseph Hoyois et la Place Verte actuelle. Le château occupait presque un huitième de la superficie de la ville. À l'une de ses extrémités, une tour massive, dite «Grosse Tour» ou Tour Henri VIII, servait de donjon. La citadelle fut démantelée en 1667, après la prise de la ville par Louis XIV. Il n'en subsiste que la Tour Henri VIII. Cette construction massive a un diamètre de 25 m et ses murs sont épais de 6,25 m à la base.

## Fortifications sous Louis XIV (XVIIesiècle)

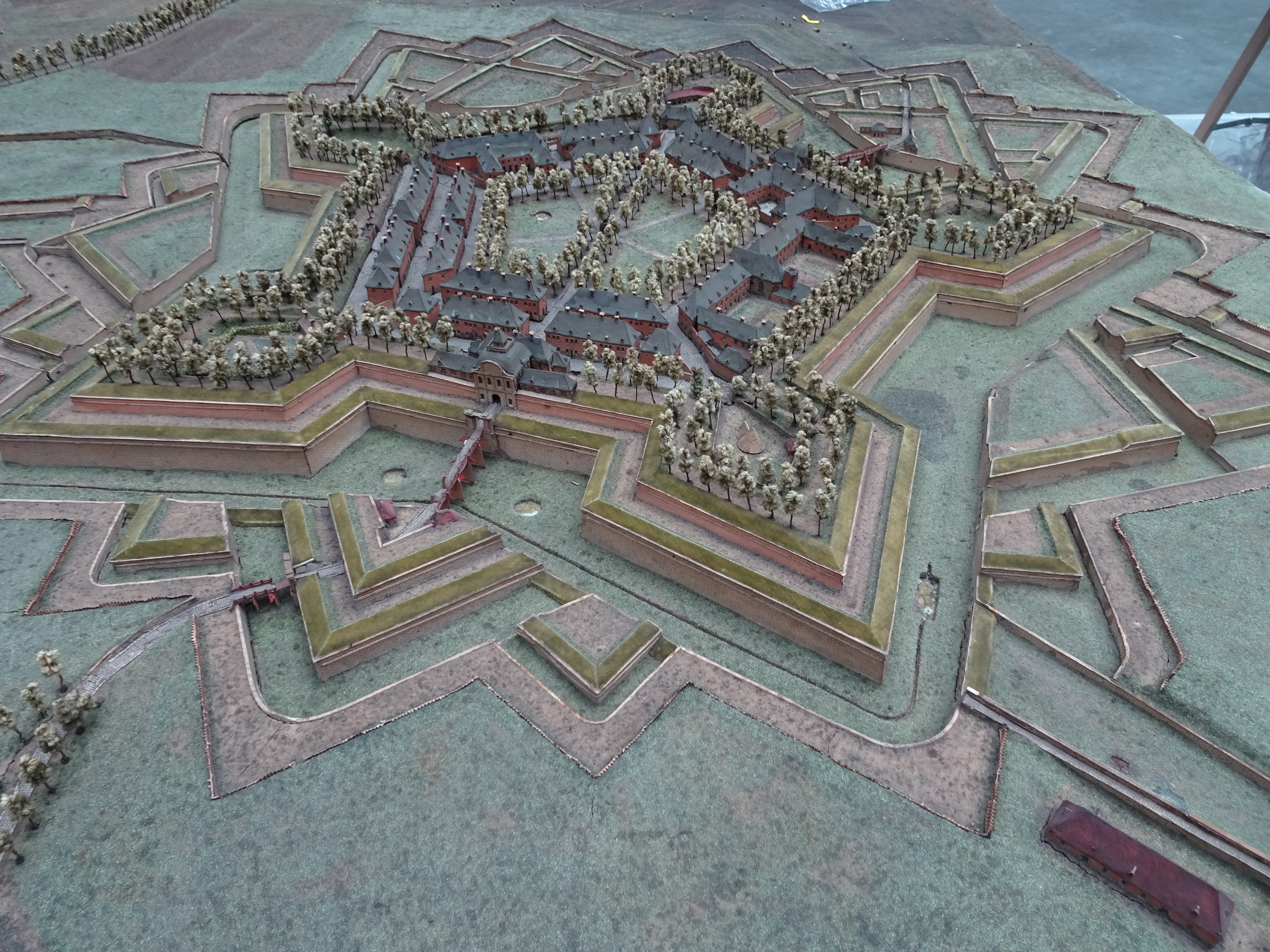
La citadelle sur le plan-relief de Tournai.

Un mois seulement  après la conquête de la ville espagnole, Louis XIV ordonne la construction d’une citadelle. Son emplacement est fixé sur le point culminant de la ville.
À l’aide de la main d’œuvre locale, la construction débute le caserne 7 août 1667. Trente mille travailleurs et soldats sont réquisitionnés pour accélérer la construction. Ils sont éparpillés sur un chantier de 400 à 1 900 hectares jusque l’été 1671.
Le directeur des travaux, Jean de Mesgriny, assigne ensuite à 120 sapeurs la tâche de mettre en place une multitude de galeries de mines et contre-mines ainsi que divers obstacles à la progression de l’ennemi.
La citadelle a une forme qui approche celle du pentagone régulier. À l’intérieur se trouvent cinq bastions que relie une courtine de 120 mètres de long. Chaque bastion possède une multitude d’infrastructures (infirmerie, boulangerie, armurerie…) afin de pouvoir subsister lors d’un siège.
La construction de la citadelle prend fin le 24 avril 1674, soit après six ans et huit mois de chantier. La construction de casernes liées à la citadelle est ensuite entamée afin de pouvoir héberger les soldats en repos et éviter ainsi toute friction avec la population.

## Démantèlement
Démolie en partie en 1745, puis quasi intégralement en 1780, elle est reconstruite sous le régime hollandais en 1814. Lors de l'arrivée du chemin de fer en 1842, une ouverture fut pratiquée pour le passage des trains ; la gare se situait alors sur le quai de l'Arsenal,. À cette époque, seules les lignes venant de Mouscron et de Bruxelles existent (cette dernière est alors implantée plus au nord que sa position actuelle).
Le démantèlement des remparts est entamé à partir de 1859-1863.

## Vestiges

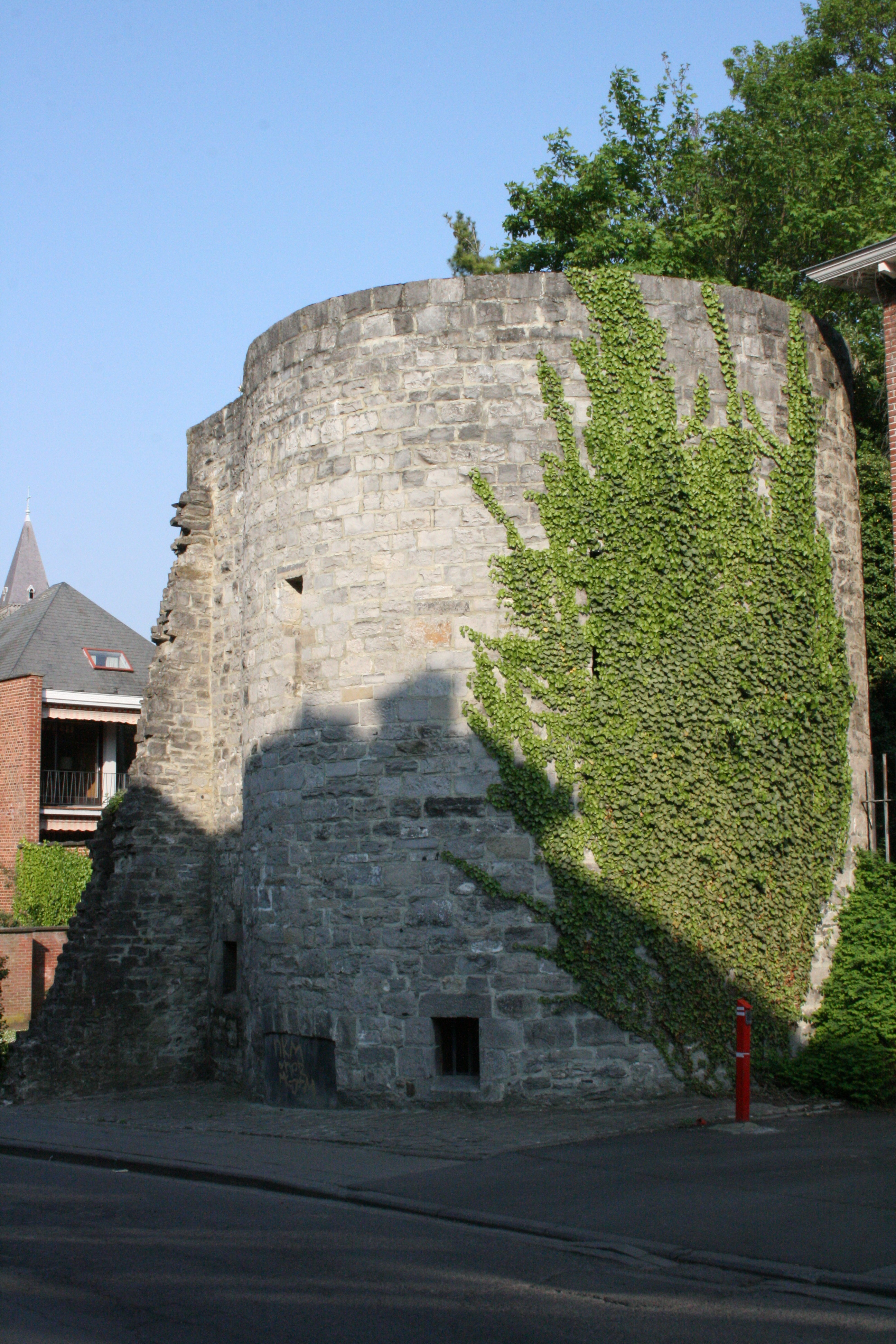
Tour Saint-Georges

Bien que démantelées à partir de 1863, les fortifications tournaisiennes ont laissé de nombreux témoignages de leur existence dans la cité de l’Escaut. Les boulevards actuels correspondent au tracé la seconde enceinte communale.
De la première enceinte, sont encore visibles la tour (dite) « des Rédemptoristes », la tour du Cygne, le fort rouge qui doit son nom à la couleur de son toit, la tour Saint-Georges, la tour de la Loucherie et la tour du Séminaire.
De la seconde enceinte existent toujours le pont des Trous, les tours Marvis et Saint-Jean, la porte de Marvis et le rempart de Choiseul.

## Sources